# Aspen Pharmacare
Pour les articles homonymes, voir Aspen (homonymie).
Aspen Pharmacare est une entreprise pharmaceutique sud-africaine, spécialisée dans la fabrication de médicaments génériques.  

## Histoire
Le 12 mai 2009, GlaxoSmithKline (GSK) a annoncé acquérir une participation de 16 % dans la société Aspen Pharma, par l'émission de 68,5 millions de nouvelles actions. Ce transfert d'actifs non monétaires est évalué à environ 3,47 milliards de rands sud-africains (410 millions de dollars) alors qu'Aspen a une capitalisation boursière de 1,4 milliard de livres sterling. En contrepartie, GSK a cédé une usine de fabrication située à Bad Oldesloe en Allemagne et 8 médicaments spécialisés dont Alkeran (melphalan) (à l'exclusion des États-Unis), Kemadrin (Procyclidine), Lanvis (6-Thioguanine), Leukeran (Chlorambucil), Myleran (busulfan), Purinethol (6-mercaptopurine), Septrin (cotrimoxazole) et Trandate (labétalol). Les ventes combinées de ces produits ont atteint 56 millions de livres sterling en 2008.
En septembre 2013, Aspen a acquis pour 700 millions de livres les médicaments liés à la thrombose de GlaxoSmithKline.
En septembre 2018, Lactalis acquiert les activités de nutrition infantile d'Aspen Pharmacare pour 864 millions de dollars.
En novembre 2019, Novartis annonce l'acquisition des activités japonaises génériques d'Aspen Pharmacare pour 400 millions d'euros.

## Critique des pratiques tarifaires
Aspen Pharma a été critiquée pour avoir augmenté les prix de 5 médicaments anticancéreux, parfois vitaux, qu'elle commercialise, dont Alkeran (melphalan), Leukeran (chlorambucil), Lanvis (6-Thioguanine) et Purinethol (6-mercaptopurine). Les augmentations peuvent atteindre 4000%.
Par exemple, le busulfan d'Aspen, un traitement contre la leucémie myéloïde chronique, 5,20 à 65,22 livres sterling par flacon de comprimés en 2013 en Angleterre et au pays de Galles, soit une augmentation de plus de 1100 % après l’acquisition par Aspen.
Le groupe a été condamné à une amende pour prix abusifs en Italie, où il a payé 5,5 millions de dollars en octobre 2016 pour son comportement.
Le groupe a été accusé des mêmes pratiques, y compris une restriction artificielle d'approvisionnement, au Royaume-Uni, en Australie, en Nouvelle-Zélande, en France, en Italie et au Brésil.
En France, 3 personnes sont décédées après avoir reçu du cyclophosphamide, un médicament alternatif au melphalan d'Aspen dont le prix avait augmenté. Une enquête est en cours.
Le journal The Guardian a lié cette activité à une hausse du cours de l'action Aspen. Entre 2009 et 2016, il a augmenté de plus de 650 % et GSK a vendu ses actions d'Aspen pour un bénéfice net d'environ 1,5 milliard de livres.
En mai 2017, la Commission européenne a annoncé qu'elle ouvrirait une enquête sur les pratiques tarifaires excessives auxquelles se serait livrée Aspen Pharma concernant cinq médicaments anticancéreux. La Commission examinera si cette société a abusé d'une position dominante sur le marché, en violation des règles de concurrence de l'UE, et notamment de article 102 du traité sur le fonctionnement de l'Union européenne.
En juillet 2020, la Commission européenne a annoncé dans une communication qu'Aspen s'engageait à une réduction de 73 % des prix des médicaments en question sur 10 ans tout en garantissant l'approvisionnement sur une période de 5 ans minimum. Afin de prévenir tout autre abus de position dominante, si Aspen a l’intention d’interrompre la fourniture, l'entreprise est tenue d'informer les autorités des États membres concernées de cette intention au moins un an à l’avance et de mettre les autorisations de mise sur le marché des produits à la disposition de tout tiers intéressé.